# Madruzzo
Madruzzo est une commune italienne de 2 959 située dans la province autonome de Trente dans la région du Trentin-Haut-Adige dans le nord-est de l'Italie. Créée le 1er janvier 2016, elle est issue de la fusion de Calavino et de Lasino.
Les communes limitrophes sont  Cavedine, Comano Terme, Dro, San Lorenzo Dorsino, Trente et Vallelaghi.